# Ljudmyla Kitjenok
Ljudmyla Viktorivna Kitjenok (ukrainsk: Людмила Вікторівна Кіченок, født 20. juli 1992 i Dnipropetrovsk, Ukraine) er en professionel tennisspiller fra Ukraine.